# Razarač
Razarač je naziv za vrstu ratnog broda koji je sagrađen i opremljen u svrhu obrane većih, odnosno kapitalnih brodova ili konvoja od raznih vrsta napada.  
Razarači su se razvili u drugoj polovici 19. vijeka kao odgovor na pojavljivanje torpiljarke te mu i ime dolazi od engleskog naziva torpedo boat destroyer (razarač torpiljarki) koji mu je dala britanska mornarica. Zadaća razarača je bila da plove oko bojnih brodova i krstarica i motre na eventualne napade manjih brodova.
U 20. stoljeću se kao ozbiljna prijetnja mornaricama pojavila podmornica, pa su razarači dobili opremu za borbu protiv njih.
Istovremeno se pojavila potreba za zaštitom trgovačke mornarice od neprijateljskog krstaričkog rata, odnosno podmornica. To je dovelo do evolucije razarača u dva pravca, Na jednoj strani su se počeli razvijati laki, tzv. eskortni razarači, čija je svrha bila zaštita konvoja odnosno protupodmornička borba. Oni su danas poznati pod nazivima fregata i korveta.Na drugoj strani su razarači dobivali sve više oružja i opreme, te s vremenom i sposobnost vršenja borbenih zadataka koji su prije toga bili u domeni kapitalnih brodova.  
Razarači su zato danas po svojoj tonaži vrlo često iznad nekadašnjih krstarica, a njihova golema vatrena moć - koju simboliziraju dalekometni projektili brod-brod i brod-zemlja - se ne može usporediti s ničim prije. Stoga danas razarač predstavlja kapitalni brod kod gotovo svake svjetske mornarice (jedini izuzetak su Rusija i SAD koje posjeduju krstarice, odnosno države koje raspolažu s nosačima avionima).

## Primjeri
- Razarači klase Fletcher
- Razarač Tip 052C

## Vanjske poveznice
- Razarač Hrvatska tehnička enciklopedija, portal hrvatske tehničke baštine. LZMK